# Тальменка (Новосибирская область)
Тальме́нка — село в Искитимском районе Новосибирской области. Административный центр Тальменского сельсовета.

## География
Площадь села — 221 гектар

## Население
| 2002 | 2007  | 2010  |
| ---- | ----- | ----- |
| 1497 | ↗1744 | ↘1655 |

## Инфраструктура
В селе по данным на 2007 год функционируют 1 учреждение здравоохранения и 2 учреждения образования.